# Skaříšov
Skaříšov je zaniklá osada v okrese Jičín. Někdy je také název uváděn jako Skaryšov nebo Kaříšov.
Osada byla součástí obce Mladějov a nacházela se asi 1,5 km severovýchodně směrem na Hrdoňovice.
Obec musela v sedmdesátých létech 20. století ustoupit těžbě sklářských písků. Dnes se na místě osady nachází velký lom, který provozuje společnost Sklopísek Střeleč.

## Historie
První zmínka je z roku 1376, kdy je jako majitel uveden Chval z Skařišova (Chwalonis de Skarziessow). V 16. století je zmiňován vladycký rod Bílských z Kařišova.
Těžbu pískovce zahájili již roku 1881 tehdejší majitelé Šlikové. Ve 40. letech 20. století se zjistilo, že se jedná o velice kvalitní sklářský písek, čímž došlo postupně k rozvoji těžby, která znamenala zánik osady.